# Chambao
Chambao (Чамба́о) — іспанський музичний гурт із міста Малаги. Відомий поєднанням музичного стилю фламенко з елементами електронної музики у своїх піснях. Сам гурт називає свій стиль «Flamenco Chill» (фламенко-чіл), що походить від іспанського слова — flamenco (фламенко) та англійського — chillout (відпочинок, спеціальне значення «чіл-аут» — це повільна, спокійна музика).
Chambao в перекладі з андалусійського діалекту іспанської — це будь-який прихисток від сонця, доща чи вітру на пляжі.

## Історія гурту
У 2001 році Марія дель Мар Родрі́гес Карне́ро (відома також, як Ла марі́) (вокал) і її двоюрідні брати Даніель Ка́сань — Да́ні (композитор, гітарист) і Едуардо Ка́сань — Е́ді (композитор, гітарист), а також їх друзі і сусіди починають разом виконувати музичні номери в передмісті Малаги — Педрегалехо.
Трохи пізніше про них дізнався продюсер Генрік Таккенберг і вирішив записати їх пісні, так і з'явився перший диск гурту під назвою «Flamenco Chill». У ньому музика фламенко поєднанна з електронною музикою і чіл-аутом.
У 2003 з'явився їх диск «Endorfinas en la mente», спродюсований Бобом Беноццо. Диск також є частиною їх альбому «Pokito a poko» (2005). Дані покинув гурт, ще до того, як вийшов альбом, а після проведення туру в підтримку цього альбому пішов також й Еді.
Проте сам гурт не припинив свого існування і в 2007 році Chambao закінчує роботу над диском «Con otro aire». Вже майже в кінці 2009 року гурт їде до льодовика Періто-Морено в Аргентину для проведення спеціального концерту без публіки і щоб записати ще один свій альбом «En el fin del mundo» (На краю світу).
В травні 2012 року гурт святкує свою десяту річницю і буде презентувати однойменний альбом (Chambao) і сингл «Lo mejor pa tí».

## Альбоми та диски
- 2002 — Flamenco Chill
- 2003 — Endorfinas en la mente
- 2004 — Chambao en privado
- 2005 — Pokito a poko
- 2005 — Chambao puro
- 2006 — Caminando 2001–2006
- 2007 — Con otro aire
- 2009 — En el fin del mundo
- 2012 — Chambao
- 2016 — Nuevo ciclo